# Necròpolis de la Muralla del Kremlin

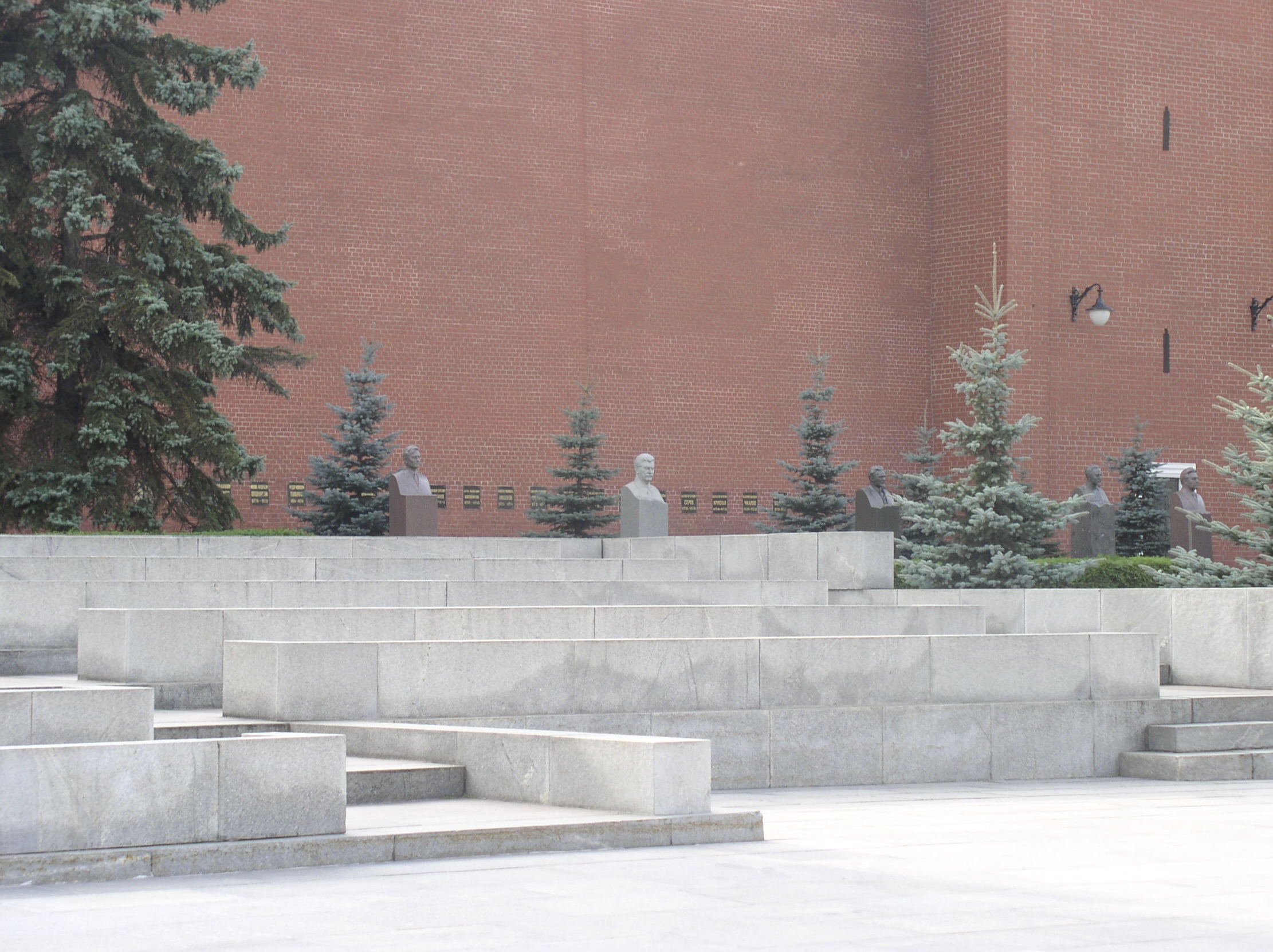
Tombes de Súslov, Stalin, Kalinin, Dzerjinski i Bréjnev al davant de la muralla del Kremlin; la tomba d'Andrópov, que és entre les de Dzerjinski i Kalinin, està amagada darrere dels arbres. El Mausoleu de Lenin és immediatament a la dreta.

Els enterraments a la Necròpolis de la Muralla del Kremlin de Moscou (en rus Некрополь у Кремлёвской стены, Nekrópol u Kremlióvskoi stení) s'iniciaren al novembre de 1917, quan 240 víctimes probolxevics de la Revolució d'Octubre de 1917 van ser enterrats en fosses comunes a la plaça Roja. Està centrat a ambdós costats del Mausoleu de Lenin, inicialment construït en fusta el 1924 i reconstruït en granit el 1929-30. Després del darrer enterrament massiu fet el 1921, els funerals a la plaça Roja van quedar reservats com el darrer honor als polítics, caps militars, cosmonautes i científics notables. El 1925-27, els enterraments a terra van ser substituïts per enterraments de les cendres a la mateixa muralla del Kremlin, encara que el 1946 Mikhaïl Kalinin va ser enterrat a terra. El darrer a ser enterrat a la plaça Roja va ser Konstantín Txernenko al març de 1985. La Necròpolis de la Muralla del Kremlin va ser designada com a espai protegit el 1974.

## Ubicació

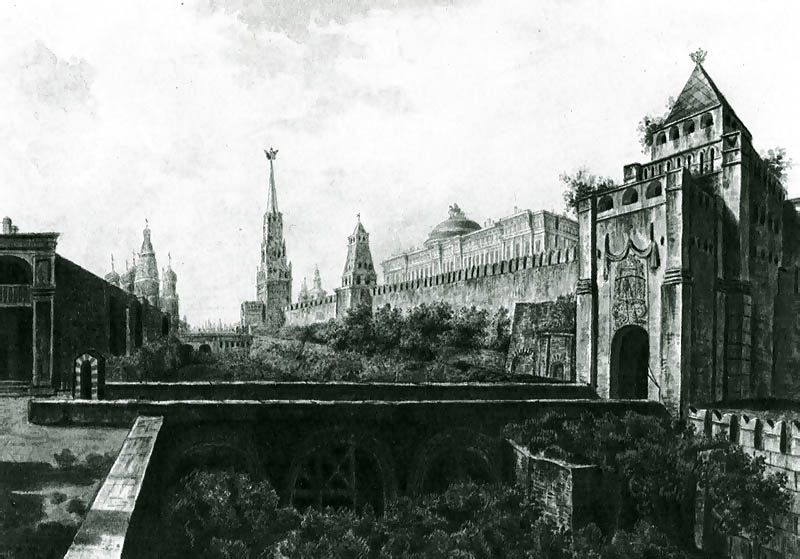
En una data tan recent com el 1800, el lloc on ara hi ha la necròpolis era un fossat pantanós ple de ponts de pedra

El segment oriental de la muralla del Kremlin, i la plaça Roja situada al seu davant, va construir-se al segle xv, durant el regnat d'Ivan III; la muralla i la plaça estaven separades per un fossat defensiu ple d'aigua provinent del riu Neglínnaia. El fossat resseguia una segona muralla de la fortalesa secundària, travessada per tres ponts que connectaven el Kremlin amb el posad (raval). Des de 1707-08, el tsar Pere el Gran, esperant una incursió sueca que penetrés profundament a Rússia, restaurà el fossat al voltant del Kremlin, tancà la plaça Roja i construí fortificacions de terra al voltant de les torres Nikólskaia i del Salvador. Entre 1776-1787, Matvei Kazakov construí el Senat del Kremlin, que avui és el teló de fons per a la necròpolis actual.
Com que durant el segle xviii no s'usaren, les fortificacions s'anaren deteriorant i no van ser reparades amb propietat fins al 1801, amb la coronació d'Alexandre I. En poc temps, el fossat juntament amb els ponts i els edificis adjacents van ser reemplaçats per una plaça pavimentada. A partir del 1800 hi hagué més reconstruccions. El tram sud de la muralla del Kremlin des de la torre del Senat va quedar molt malmès el 1812 després d'una explosió a l'Arsenal del Kremlin provocada per les tropes franceses en retirada. La torre Nikólskaia va perdre el coronament gòtic que s'hi havia bastit el 1807-08; la torre de l'Arsenal tenia esquerdes profundes... per tot plegat, Joseph Bové proposà el 1813 la demolició de les torres per evitar el seu col·lapse imminent. Ara bé, les estructures principals de les torres es considerà que eren prou fortes per mantenir-se a lloc i van ser cobertes amb els nous sostres en forma de pinacle, dissenyats per Bové. Els bastions de Pere el Gran van ser destruïts i amb l'espai resultant es van agençar els Jardins d'Alexandre i la plaça del Teatre. La muralla del Kremlin que donava a la plaça Roja va ser reconstruïda no tan alta com abans i adquirí el seu aspecte actual a la dècada del 1820.

## Fosses comunes de 1917
El juliol de 1917, centenars de soldats del Front Nord rus van ser arrestats per amotinament i deserció i tancats a la fortalesa de Dvinsk. Posteriorment, 869 van ser traslladats a Moscou. Allà, els soldats tancats van iniciar una vaga de fam; les mostres de suport públic amenaçaven de convertir-se en una revolta ciutadana. El 22 de setembre, 593 van ser alliberats, mentre que la resta van quedar empresonats fins a la Revolució d'Octubre. Els soldats alliberats, anomenats col·lectivament els Dvintsi ('els de Dvinsk'), van quedar-se a la ciutat com un grup cohesionat, establert al barri de Zamoskvorètxie i clarament hostil al Govern Provisional. Immediatament després de la Revolució d'Octubre a Sant Petersburg, els Dvintsi esdevingueren la força de xoc dels bolxevics a Moscou. La nit del 27 al 28 d'octubre, un destacament d'uns 200 homes, dirigint-se al nord cap al carrer Tverskaia, s'enfrontaren amb les forces lleialistes prop del Museu Històric Estatal a la plaça Roja. 70 dels Dvinstsi, incloent-hi el comandant de la companyia, Sapúnov, van morir a les barricades.
L'endemà els lleialistes, encapçalats pel coronel Riàbtsev, van aconseguir apoderar-se del Kremlin. Van disparar contra els soldats rojos que s'havien rendit a la muralla de l'Arsenal. En van morir més en l'atac dels bolxevics al Kremlin, que aconseguiren capturar la nit del 2 al 3 de novembre. La lluita als carrers va endur-se'n un miler de vides, i el 4 de novembre la nova administració bolxevic decretà enterrar els seus morts a la plaça Roja prop de la muralla del Kremlin, on, de fet, la majoria d'ells havien estat morts.

Sentim tot de veus per aquesta plaça immensa, i un so de pics i pales. La travessem. Prop de la base de la muralla s'amunteguen muntanyes de sorra i pedres. Pujant-hi veiem dues grans fosses, de 10 o 15 peus de fondària i 50 iardes de llarg, on centenars de soldats i treballadors estan cavant a la llum de les fogueres. Un jove estudiant se'ns adreça en alemany. «La Tomba dels Germans», ens explica. 
 John Reed, Deu dies que sacsejaren el món.

Un total de 238 morts van ser enterrats en aquestes fosses comunes situades entre les torres del Senat i Nikólskaia en un funeral celebrat el 19 de novembre (John Reed en menciona incorrectament 500); dues víctimes més van ser enterrades el 14 i el 17 de novembre. El més jove, Pàvel Andrèiev, només tenia 14 anys. De les 240 víctimes prorevolucionàries de les lluites d'octubre i novembre, al llistat oficial de la Comissió de Tombes de Moscou només se'n van identificar 20, incloent-hi 12 dels Dvinstsi. Al març del 2009, encara quedaven 3 carrers a Moscou en honor d'aquestes víctimes individuals: els carrers Liusínovskaia, Pavla Andrèieva i Verzèmneka, així com el carrer Dvíntsev, anomenat així en honor dels Dvintsi.
Els lleialistes van aconseguir permís per enterrar públicament els seus morts el 13 de novembre. Aquest funeral començà a l'edifici de la vella Universitat Estatal de Moscou, prop del Kremlin; 37 morts van ser enterrats al cementiri de Vsekhsviàtskoie (avui enderrocat), situat al barri de Sókol.

## Tombes de 1918-1927
Els enterraments massius i individuals a terra al peu de la muralla del Kremlim continuaren fins al funeral de Piotr Vóikov al juny de 1927. Als primers anys del règim soviètic, l'honor de ser enterrat a la plaça Roja també era possible per als soldats ordinaris, víctimes de la Guerra Civil, així com per als membres de la milícia de Moscou morts en la lluita contra el gangsterisme (març-abril de 1918). El gener de 1918, els Guàrdies Rojos enterraren les víctimes d'un atac terrorista al barri de Dorogomílovo. El mateix mes, els terroristes blancs metrallaren una cursa probolxevic; i les vuit víctimes també van ser enterrades al peu de la muralla.
L'enterrament més nombrós va tenir lloc el 1919: el 25 de setembre, un grup d'anarquistes encapçalats per l'antic terrorista social-revolucionari Donat Txerepànov va posar un artefacte explosiu en una escola del Partit Comunista al carrer Leóntievski mentre Vladímir Zagorski parlava als estudiants. Hi van morir dotze persones, incloent-hi Zagorski, que van ser enterrats en una fossa comuna a la plaça Roja. Un altre incident remarcable va ser un accident ferroviari el 24 de juliol de 1921, el de l'Aerovagon (Аэровагон), un tren experimental d'alta velocitat amb motor aeronàutic i tracció per hèlix que no havia estat prou provat. El dia de l'accident havia portat amb èxit un grup de comunistes soviètics i estrangers, encapçalats per Fiódor Serguèiev, a les mines de carbó de Tula; però durant el viatge de tornada a Moscou descarrilà a gran velocitat i en resultà la mort de tothom a bord, incloent-hi el seu inventor, Valerian Abakovski. Aquest va ser el darrer enterrament massiu a la plaça Roja.
Iàkov Sverdlov, que havia mort el 1919 durant la grip espanyola, va ser enterrat en una tomba individual prop de la torre del Senat. Seria la primera de les 12 tombes individuals de grans líders soviètics. Sverdlov va ser seguit per John Reed, Inessa Armand, Víktor Noguín i d'altes bolxevics notables i els seus aliats estrangers. L'enterrament a la muralla del Kremlin, a més de la seva situació propera a la seu del govern, era també vist com una afirmació de l'ateisme, car haver estat enterrats en un cementiri tradicional proper a una església era inapropiat per als bolxevics. Pel mateix motiu, la incineració, prohibida per l'Església Ortodoxa Russa, era preferida abans que l'enterrament dins un taüt, i fou afavorida tant per Lenin com per Trotski. El nou govern patrocinà la construcció de crematoris des de 1919, però el primer enterrament de cendres en un nínxol a la muralla no va tenir lloc fins al 1925.
Enterraments al terra de la plaça Roja, 1918-1927
- 1918: Caiguts durant la Guerra Civil (Ivan Smilga, Anton Khorak, Aleksandr Kvardakov, Aleksandr Kutxutenkov, Fèliks Barasèvitx, Aleksandr Gadomski); milicians morts durant les lluites als carrers contra les bandes a Zamoskvorètxie (Semion Pekalov, Iegor Xvírkov, Nikolai Priàmikov)
- 1919: Iàkov Sverdlov; caiguts durant la Guerra Civil (Anton Stankèvitx, Mark Mokriak, Heinrich Zweinek); les 12 víctimes de l'atemptat del carrer Leóntievski, incloent-hi Vladímir Zagorski
- 1920: Inessa Armand, Iàkov Botxarov, Vitali Kovxov, Ivan Khomiakov, Augusta Aasen, John Reed, Mikhaïl Iànixev, Vadim Podbelski
- 1921: Ivan Rusakov, Lev Kàrpov, Ivan Konstantínov; les víctimes de l'Aerovagon (Valerian Abakovski, Oskar Heilbrich, John William Hewlett, Fiódor Serguèiev «Artiom», Otto Strupat, John Freeman)
- 1922: Iefim Afonin, Ivan Jilin
- 1923: Vàtslav Vorovski
- 1924: Vassili Likhatxov, Víktor Noguín
- 1925: Mikhaïl Frunze, Nariman Narimànov
- 1926: Fèliks Dzerjinski
- 1927: Piotr Vóikov

## El Mausoleu, 1924-1961

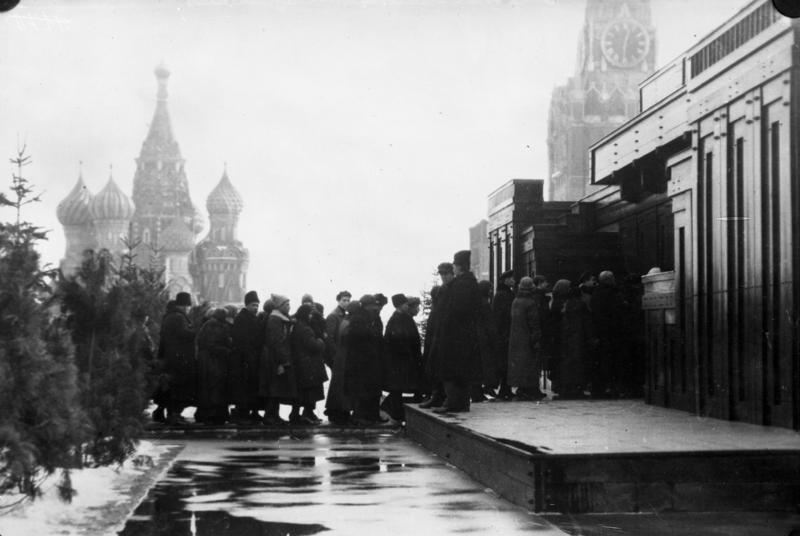
El primer mausoleu, fet de fusta (1925)

Vladímir Lenin va morir d'un infart el 21 de gener de 1924. Mentre el cadàver era a la sala principal de la Casa de les Unions, el Politburó discutí com preservar-lo, inicialment per a 14 dies, malgrat les objeccions de la seva vídua i dels germans. Ióssif Stalin donà instruccions per instal·lar un panteó per a les restes embalsamades de Lenin dins de la muralla del Kremlin, i el 27 de gener el taüt amb el cadàver fou col·locat en un panteó provisional de fusta, construït en només un dia. El primer mausoleu com a tal va ser construït amb fusta entre març i juliol de 1924 i es va inaugurar oficialment l'1 d'agost (els visitants estrangers hi van poder entrar a partir del 3 d'agost). L'abril del 1926 s'obrí el concurs per al disseny i la construcció d'un mausoleu nou i definitiu, concurs que guanyà Aleksei Sxússev; se n'inicià la construcció al juliol de 1929 i es va completar setze mesos després. El mausoleu ha estat emprat des de llavors com a tribuna pel govern durant les desfilades públiques. Les restes de Lenin encara hi reposen, i només les va abandonar durant el període d'evacuació a Tiumén entre 1941 i 1945.
Dos dies després de la mort de Stalin, el Politburó decretà que les seves restes s'exhibissin també al mausoleu, que es va reobrir oficialment al novembre de 1953, amb Lenin i Stalin l'un al costat de l'altre. Un altre pla, publicat per decret al març del 1953, preveia la construcció d'un Panteó on serien traslladats els cossos de Lenin i Stalin, però mai no es portà a terme. Vuit anys després, el XXII Congrés del PCUS sancionà de manera unànime la retirada del cos de Stalin del mausoleu. El 31 d'octubre de 1961, el mausoleu va ser cobert d'un contraplacat de fusta. La plaça Roja es va tancar, com habitualment es feia per als preparatius de la desfilada del 7 de novembre. Les restes de Stalin van ser enterrades en una profunda tomba, assenyalada amb blocs de ciment, darrere el mausoleu, en una cerimònia només vista per una comissió de l'estat encapçalada per Nikolai Xvèrnik. Harold Skilling, que visità el mausoleu aquell mateix novembre, advertí que «tothom estava encuriosit per veure la nova tomba de Stalin […] A diferència d'altres, la seva [tomba] no estava coronada amb un bust i només estava marcada per una placa amb el nom I.V. Stalin i la data de naixement». L'actual tomba de Stalin va ser esculpida per Nikolai Tomski i es va instal·lar al juny de 1970.
El sarcòfag de vidre de la tomba de Lenin va patir atacs vandàlics en dues ocasions, el 1959 i el 1969, per la qual cosa es va decidir instal·lar-hi una coberta de vidre a prova de bales. Va patir atacs amb bomba en dues ocasions: el 1963, en què el terrorista en va ser l'única víctima, i el 1973, quan l'explosió matà el terrorista i dos visitants.

## Els enterraments a la muralla del Kremlin, 1925-1984

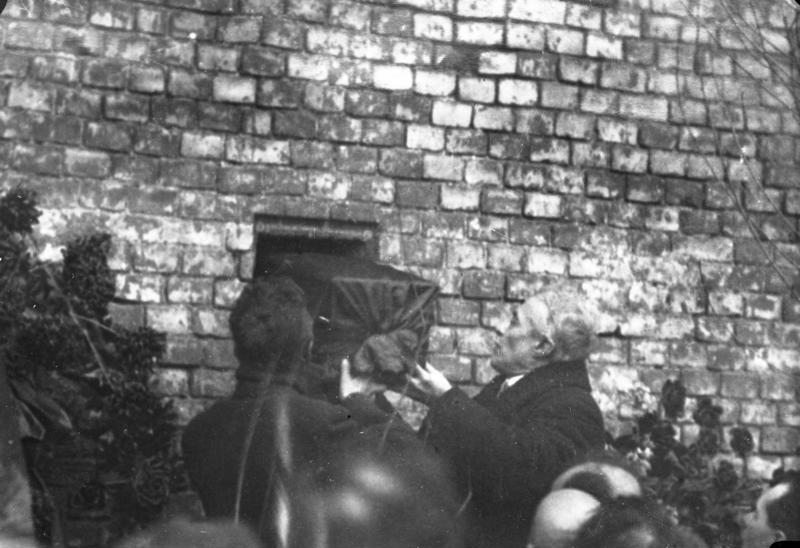
Un primerenc enterrament de cendres a la muralla

La primera persona a ser incinerada i enterrada dins d'una urna a la muralla del Kremlin va ser l'antic Comissari del Poble de Finances, Miron Vladímirov, mort a Itàlia al març de 1925. El procediment d'enterrar cendres en una urna encara era rar en aquells moments, i l'urna de Vladímirov va ser portada a la seva tomba en un taüt ordinari. Entre 1925 i l'obertura del crematori del cementiri de Donskoi a l'octubre de 1927, van coexistir els enterraments a terra i els enterraments al mur; la forma antiga era la preferida per als dignataris estrangers del Komintern (Jenő Landler, Bill Haywood, Arthur MacManus, Charles Ruthenberg), mentre que la darrera era només per als alts executius del Partit (Mikhaïl Frunze, Fèliks Dzerjinski, Nariman Narimànov i Piotr Vóikov).
Inicialment, els cossos dels traspassats eren mostrats a les sales del Kremlin; però, a causa de les mesures de seguretat, al final dels anys 20 el lloc del dol oficial va passar a ser la Sala de les Columnes de la Casa de les Unions, al carrer Okhotni Riad (on va reposar el cos de Lenin el 1924), i continuà així fins al final de l'Estat soviètic. Els enterraments inicialment tenien lloc al nord de la torre del Senat, el 1934 van passar a fer-se al sud de la torre i el 1977 s'hi tornaren a fer al nord (amb algunes poques excepcions). Els enterraments a la muralla eren estrictament individuals; els cònjuges i els fills dels morts dipositats a la muralla havien de ser enterrats a qualsevol altre lloc. Només hi va haver tres casos d'enterraments múltiples: els tres tripulants del globus estratosfèric Ossoaviakhim-1 al 1934, els tripulants de l'accident del MiG-15UTI el 1968 (Gagarin i Serioguin) i els tres tripulants de la càpsula espacial Soiuz 11 al 1971. En total, a la muralla hi ha les tombes de 107 homes i 8 dones. Cap de les restes enterrades a la muralla n'han estat retirades, ni tan sols les dels acusats pòstumament de «conspiració feixista» (Serguei Kàmenev) o de repressió política (Andrei Vixinski).
Sota els règims de Nikita Khrusxov i Leonid Bréjnev, l'honor de ser enterrat a la muralla del Kremlin era atorgat pòstumament pel Politburó. Quan els membres del Politburó no estaven disponibles immediatament, Mikhaïl Súslov era qui prenia la decisió. Bréjnev passà per alt la decisió de Suslov almenys en una ocasió, votant enterrar Semion Budionni en una tomba individual. A més, hi va haver dos casos com a mínim en què grups de professionals van pressionar el govern per dedicar honors especials als seus col·legues traspassats:
- Al juny de 1962, després del decés del General d'Exèrcit Andrei Khruliov, un grup de mariscals van pressionar el Politburó perquè fos enterrat a la muralla del Kremlin. Habitualment, els generals del seu rang no rebien aquest honor, i era conegut que Khruliov desagradava a Khrusxov; aquest proposà enterrar-lo al cementiri de Novodévitxi. Els desigs dels militars van prevaldre i Khruliov va ser enterrat a la plaça Roja.[12]
- El gener de 1970, la decisió oficial d'enterrar Pàvel Beliàiev al cementiri de Novodévitxi, publicada als diaris, va disgustar els seus companys cosmonautes Valentina Tereixkova, Aleksei Leónov i Vladímir Xatàlov, que insistien que Beliàiev mereixia un lloc a la muralla del Kremlin igual que Iuri Gagarin. Segons els diaris de Nikolai Kamanin, els cosmonautes, i Xatàlov en particular, exerciren pressió malgrat que sabien que la decisió havia estat presa per Bréjnev i per Aleksei Kosiguin i que la comissió del funeral no els donaria cap oportunitat per intentar-ho.[28] Beliàiev va ser enterrat, tal com estava previst, a Novodévitxi. Segons una altra versió dels fets, la tria de Novodévitxi va ser cosa de la seva vídua abans que es publiqués la versió oficial.[29]

La darrera persona a ser enterrada a la muralla del Kremlin va ser el ministre de Defensa Dmitri Ustínov, al desembre de 1984.
Enterraments a la muralla del Kremlin, 1925-1984
| Any  | Nombre d'enterraments | Noms |
| ---- | --------------------- | --- |
| 1925 | 1                     | Miron Vladímirov |
| 1926 | 1                     | Leonid Krasin |
| 1927 | 2                     | Arthur MacManus, Charles Ruthenberg |
| 1928 | 4                     | Bill Haywood, Jenő Landler, Ivan Skvortsov-Stepànov, Aleksandr Tsiurupa                                                                                          |
| 1929 | 1                     | Ivan Lepse |
| 1931 | 2                     | Mikhaïl Mikhàilov-Ivanov, Vladímir Triandafíllov |
| 1932 | 5                     | Kuprian Kirkij, Mikhaïl Larin, Mikhaïl Pokrovski, Aleksandr Stopani, Piotr Stutxka                                                                               |
| 1933 | 8                     | Piotr Barànov, Abram Goltzman, Serguei Gusev, Sen Katayama, Anatoli Lunatxarski, Mikhaïl Olminski, Aleksei Sviderski, Clara Zetkin                               |
| 1934 | 5                     | Tripulació de l'Ossoaviakhim-1 (Pàvel Fedoseienko, Ilià Usiskin, Andrei Vasenko), Valerian Dovgalevski, Serguei Kírov, Viatxeslav Menjinski, Aleksandr Steinhart |
| 1935 | 3                     | Valerian Kúibixev, Piotr Smidóvitx, Ivan Tovstukha |
| 1936 | 4                     | Maksim Gorki, Fritz Heckert, Serguei Kàmenev, Aleksandr Karpinski                                                                                                |
| 1937 | 2                     | Grigori Ordjonikidze, Maria Uliànova |
| 1938 | 1                     | Valeri Txkàlov |
| 1939 | 3                     | Nadejda Krúpskaia, Polina Ossipenko, Anatoli Serov |
| 1943 | 4                     | Grigori Kràvtxenko, Konstantín Pamfílov, Marina Raskova, Iemelian Iaroslavski                                                                                    |
| 1944 | 1                     | Klàvdia Nikolàieva |
| 1945 | 2                     | Borís Xàpoixnikov, Aleksandr Xtxerbakov |
| 1946 | 1                     | Vladímir Potiomkin |
| 1947 | 2                     | Vassili Vàkhruixev, Rozàlia Zemliatxka |
| 1949 | 1                     | Fiódor Tolbukhin |
| 1951 | 2                     | Mikhaïl Vladímirski, Aleksandr Iefrèmov |
| 1953 | 1                     | Lev Mekhlis |
| 1954 | 3                     | Anatoli Kuzmín, Matvei Xkiriàtov, Andrei Vixinski |
| 1955 | 1                     | Leonid Góvorov |
| 1956 | 4                     | Ivan Likhatxov, Ivan Nosenko, Pàvel Iudin, Avraami Zaveniaguin                                                                                                   |
| 1957 | 2                     | Viatxeslav Màlixev, Sergei Juk |
| 1958 | 2                     | Grigori Petrovski, Ivan Tevosian |
| 1959 | 1                     | Gleb Krjijanovski |
| 1960 | 2                     | Ígor Kurtxàtov, Mitrofan Nedelin |
| 1961 | 1                     | Mikhaïl Khrúnitxev |
| 1962 | 3                     | Aleksei Antónov, Andrei Khruliov, Borís Vànnikov |
| 1963 | 2                     | Nikolai Digai, Vladímir Kutxerenko |
| 1964 | 2                     | Serguei Biriúzov, Otto Kuusinen |
| 1965 | 2                     | Frol Kozlov, Serguei Kuraixov |
| 1966 | 4                     | Nikolai Ignàtov, Serguei Koroliov, Aleksandr Rudakov, Ielena Stàssova                                                                                            |
| 1967 | 2                     | Vladímir Komarov, Rodion Malinovski |
| 1968 | 6                     | Iuri Gagarin, Vladímir Serioguin, Kiril Meretskov, Konstantín Rokossovski, Vassili Sokolovski, Nikolai Vóronov                                                   |
| 1970 | 3                     | Nikolai Ixvèrnik, Semion Timoixenko, Andrei Ieriómenko |
| 1971 | 1                     | La tripulació del Soiuz 11: Gueorgui Dobrovolski, Víktor Patsàiev, Vladislav Vólkov                                                                              |
| 1972 | 2                     | Nikolai Krílov, Matvei Zakhàrov |
| 1973 | 1                     | Ivan Kóniev |
| 1974 | 1                     | Gueorgui Júkov |
| 1976 | 2                     | Andrei Gretxko, Ivan Iakubovski |
| 1977 | 1                     | Aleksandr Vassilevski |
| 1978 | 2                     | Mstislav Kèldix, Fiódor Kulakov |
| 1980 | 1                     | Aleksei Kosiguin |
| 1982 | 1                     | Hovhannès Bagramian |
| 1983 | 1                     | Arvīds Pelše |
| 1984 | 2                     | Leonid Kostàndov, Dmitri Ustínov |

## Les tombes individuals, 1948-1985
La filera de tombes individuals situada davant el mausoleu començà a adquirir la seva forma definitiva després del final de la Segona Guerra Mundial. Serguei Merkúrov creà les cinc primeres tombes, per als recentment traspassats Mikhaïl Kalinin i Andrei Jdànov, així com per a Iàkov Sverdlov, Mikhaïl Frunze i Fèliks Dzerjinski, que havien mort feia temps. Durant el mateix període es col·locaren peces de granit gris que separaven la plaça Roja de la muralla. El 1947, Merkúrov proposà reconstruir el mausoleu en una mena d'«Altar de Pèrgam», que esdevindria una mena de fons per a una estàtua de Stalin que coronaria la torre del Senat. Dmitri Txetxulin, Vera Múkhina i d'altres es manifestaren en contra de la proposta i finalment va ser desestimada.
En total, hi ha dotze tombes individuals, totes les quals, incloent les dels enterraments de la dècada de 1980, són de formes similars al model canònic de Merkúrov. Es considera que tots dotze personatges van morir per causes naturals, encara que algun, com Frunze, morís en estranyes circumstàncies. Konstantín Txernenko, que va morir al març de 1985, esdevingué el darrer a ser enterrat a la plaça Roja.
La muralla del Kremlin i les grades erigides el 1940 tradicionalment estaven separades per coníferes del gènere Picea pungens, un arbre que no creix de manera natural a Rússia. El 2007, amb poques excepcions, van ser substituïts per arbres joves. Un portaveu del Servei Federal de Protecció explicà que la generació anterior de pícees, plantada a la dècada de 1970, patia malalties a causa de la sequedat del terreny urbà; 28 dels arbres van poder ser replantats dins del Kremlin. Els nous arbres van ser triats dels planters de l'Altai, l'Extrem Orient Rus i «alguns països estrangers». També s'explicà que durant el període de Khrusxov es va proposar de plantar un jardí d'arbres fruiters al voltant del mausoleu, però el projecte s'abandonà pel temor d'un atac de la mosca de la fruita.
Tombes individuals a la plaça Roja, 1946-1985
| Any  | Nom                          | Autor de la tomba      |
| ---- | ---------------------------- | ---------------------- |
| 1919 | Iàkov Sverdlov               | Serguei Merkúrov, 1946 |
| 1925 | Mikhaïl Frunze               | Serguei Merkúrov, 1946 |
| 1926 | Fèliks Dzerjinski            | Serguei Merkúrov, 1946 |
| 1946 | Mikhaïl Kalinin              | Serguei Merkúrov, 1946 |
| 1948 | Andrei Jdànov                | Serguei Merkúrov, 1948 |
| 1961 | Ióssif Stalin (mort el 1953) | Nikolai Tomski, 1970   |
| 1969 | Kliment Voroixílov           |                        |
| 1973 | Semion Budionni              | Nikolai Tomski, 1975   |
| 1982 | Leonid Bréjnev               | Iulian Rukavíxnikov    |
| 1982 | Mikhaïl Súslov               | Iulian Rukavíxnikov    |
| 1984 | Iuri Andrópov                |                        |
| 1985 | Konstantín Txernenko         |                        |

## Debat i preservació
La discussió sobre la clausura del mausoleu va sorgir poc després de la dissolució de la Unió Soviètica, amb opinions que oscil·laven des d'enterrar Lenin simplement a Sant Petersburg fins a passejar-ne la mòmia en una gira mundial amb fins lucratius. Després del clímax de la crisi constitucional russa de 1993, el president Borís Ieltsin retirà la guàrdia d'honor del mausoleu i anuncià la seva opinió de ja feia temps segons la qual Lenin hauria de ser enterrat. La decisió va rebre el suport de la Comissió Pública d'Organitzacions Democràtiques. El 1995, Ieltsin es «desplaçà cap al centre nacionalista» i, com els anteriors líders de l'Estat, usà el mausoleu com a tribuna del govern; però, el 1997, reiterà que s'hauria d'enterrar Lenin. Les propostes per retirar la necròpolis de la plaça Roja han ensopegat amb l'oposició pública.
Segons una enquesta del final del 2008, el 66% dels enquestats es mostraren a favor que Lenin reposés en un cementiri tradicional, incloent-hi un 28% que opinava que aquest funeral hauria de posposar-se fins a quan ja hagués traspassat la generació comunista. Un 25% es mostrà a favor que el cos continués al mausoleu. A l'octubre del 2005, un 51% dels enquestats votà a favor del funeral i un 40% a favor de la preservació.